# Albi (Kalabrien)
Albi ist eine italienische Gemeinde mit 779 Einwohnern (Stand 31. Dezember 2023) in der Provinz Catanzaro, Region Kalabrien.
Das Gebiet der Gemeinde liegt auf einer Höhe von 178 m über dem Meeresspiegel und umfasst eine Fläche von 28 km².
Die Nachbargemeinden sind Fossato Serralta, Magisano, Pentone, Sellia, Taverna und Zagarise.